# Brattfors (Filipstad)
Brattfors is een plaats in de gemeente Filipstad in het landschap Värmland en de provincie Värmlands län in Zweden. De plaats heeft 144 inwoners (2005) en een oppervlakte van 35 hectare.